# 閑居友
閑居友（かんきょのとも）は、慶政の作とされる仮名文で書かれた鎌倉初期の仏教説話集。承久4年（1222年）春成立。2巻32話からなり、先行の説話集にない話だけを収める。無名の人や、女性を主人公にとった説話がおおく、その発心の仏道に適うことを称える評論を備えるのを特徴とする。『発心集』を先駆として、遁世者たちの心のありさまを伝え、それを結縁のよすがとし、教化することを目的とする。

## 作者と内容
『閑居友』上巻21話は真如親王の天竺求道譚から起筆し、善珠・玄賓・空也ら高僧譚をはじめ、有名無名の聖の信仰生活を描き、下巻11話は建礼門院ら女性関係の説話が多い。『発心集』は伝記のあるひとの話が多いが、本書にはそのような話を入れないとし、著者みずから近く見聞きしたことがら、往生伝などに見えるごく最近あったことがらを集めることを基本とする。
本書末尾に、書きはじめたはよいが、うまく書けないので断念したところ、「かきあぐべきよし、かねてきこえさせければ」（下11「東山にて往生する女の童のこと」、美濃部162–163）なんとか書きあげたものであると述べられている。この記述から、高貴な筋からの依頼によって教化のために本書の編まれたことが知られる。その他の記述からその相手とは女性であろうことは推測されるが、決め手はない。本書の目的は、そのような献上のことがあったほか、あらたな「往生伝」として、そのようなひとびとと結縁すること、読み手をそのような往生者の悟りに通わせることにあったとされる。このような態度は、「仏教説話集としてはかなり特異な存在」で、「説話者としては極めて不徹底で不適格ですらある」とさえ言われる。
本書の諸話は、往生伝などから集めた説話の部分と、著者の評語の部分から構成される。著者の評語においては、述べきたった往生への共感を、仏典などをおおく引用して説明するいわゆる「説話評論」の一種で、その説話部と評語部の文数の比率はおおよそ4:3になる。説話の排列については、類似した主題の説話群のまとまりからなり、「高僧→凡僧→俗男→俗女→女性」などのようにおおまかにまとめられる。その内容が天台宗に傾くことは引用書からもあきらかで、『摩訶止観』などからおおく引かれるが、説話のよさを保証するものとしてでなく、著者の感興を伝えるものとして引かれた随筆的なものである。
作者について古来慈鎮和尚と言われてきたが、慈鎮でなく彼の兄の孫である天台僧証月房慶政上人であることが研究によって明らかになった。慶政は和歌を嗜み、豊富な著述活動を行った才人。初期の著作『閑居友』のほか、天狗の憑いた女房との対話を記した『比良山古人霊託』も彼の手になるとされる。摂政九条良経の子息にして関白道家の兄に生まれながら、幼時の事故により身体に障害を来たしたといい、園城寺に入り出家。東寺に顕密を学んだ後、建保5年（1217年）入宋し翌年帰国した。洛西松尾に法華山寺を建立しそこに住み、栂尾の明恵と親交を結んだ。
本書はひろく読まれたものではないが、『撰集抄』が本書におおきく影響を受け、随所に引用していることはよく知られる。本書下巻8話の建礼門院の隠遁生活は、「かの院の御あたりの事を記せる文に」（美濃部149）あったものを写したものとあるが、同様の内容が『平家物語』に見えることがかねてより注目され、本書を典拠とするものか議論が重ねられてきた。また、近代にいたって谷崎潤一郎は本作上巻19話の「あやしの僧の宮づかへのひまに不浄観をこらす事」をモチーフに「少将滋幹の母」を描いたことでも知られる。

## 諸本
尊経閣文庫に伝冷泉為相本が伝存し、現存本は、ほぼこの系統に属す。尊経閣本は誤綴があったことが知られており、現存諸本はこれに起因する本文上の混乱を残している。尊経閣本は、為相筆ではないと目されるが、近い時代のものという。鎌倉時代の零本が伝わり、尊経閣本と系統が異なるとされる。
刊本には寛文二年本のほか、刊年を欠く本、無刊記本がある。校合本には、内閣文庫本に基づく続群書類従本があり、近代に入って古典文庫本（永井義憲翻刻）、美濃部や、『校本閑居友』（濱千代清、1974）、『閑居友　本文及び総索引』（峰岸明、王朝文学研究会編）、小島がある。古典文庫本以下はすべて尊経閣本を底本としている。

## 注
1. ↑  「さても「発心集」には、伝記の中にある人々あまたみえ侍めれど、この書には、伝にのれる人をばいるゝことなし。」（上1「真如親王、天竺にわたり給ふ事」、引用は美濃部、68による）、なお小林を参照のこと。太田は本書が『方丈記』にも影響を受けていることを指摘する。
2. ↑  「さても、この僧都の事、「発心集」にも見え侍ぬめれど、この事は侍ざめれば、よきついでに因縁もほしくて侍りて書き侍ぬるべし」（上3「玄賓僧都、門をさして善珠僧正をいれぬ事」、美濃部73）。美濃部25など参照。小島550–551は、著者とされる慶政が書写した往生記の一本の奥書に、先行する往生記に同内容のあるものを省いたとあることに注目する。
3. ↑  美濃部15–16、小島546–549。
4. ↑  美濃部31–33、小島549–553。
5. ↑  戸波。美濃部30–33。
6. ↑  久保田862。
7. ↑  山口27–28。小林(17), (18)。
8. ↑  小島553–554。引用は小島553。小林(17) 144を参照。
9. ↑  小島555
10. ↑  廣田。
11. ↑  著者を慶政とする説は、ふるくは契沖が「閑居の友と申書も、慈鎭の作と申候。披らき見申候ニ、入宋の事御座候。松尾澄（ママ）月房慶政上人作と存候。」（安藤為章『年山紀聞』巻三、1804。『契沖全集』巻十六、岩波書店、p. 473による）と書いたものがあるが、さして弘まらなかったとみえ、『続群書類従』には著者名を記さない。作者説については、美濃部や小島によくまとめられている。
12. ↑  美濃部6–15。小島543–546。
13. ↑  美濃部39–48。
14. ↑  美濃部39。なお、よりあたらしい研究として、酒井は平家諸本と本書の異同は決定的に大きいとし、両者ともに「かの院の御あたりの事を記せる文」を共通の典拠とするのではないかとした。
15. ↑  美濃部1–3。
16. ↑  美濃部48–57。
17. ↑  太田20–21。